# 前12世纪
| 千纪： | 前3千纪 \| 前2千纪 \| 前1千纪 |
| 世纪： | 前15世纪 \| 前14世纪 \| 前13世纪 \| 前12世纪 \| 前11世纪 \| 前10世纪 \| 前9世纪                                                          |
| 年代： | 前1190年代 \| 前1180年代 \| 前1170年代 \| 前1160年代 \| 前1150年代 \| 前1140年代 \| 前1130年代 \| 前1120年代 \| 前1110年代 \| 前1100年代 |

前1200年至前1101年的这一段期间被称为前12世纪。

## 重要事件、发展与成就
- 科学技术

- 战争与政治
  - 特洛伊战争，迈锡尼灭亡
  - 商朝的遺臣箕子，在朝鮮半島上建立箕子朝鮮

- 公元前12世纪的天灾人祸

- 文化娱乐

- 社會與經濟

- 疾病与医学

- 环境与自然资源

- 宗教與哲學